# Mouchès
Mouchès är en kommun i departementet Gers i regionen Occitanien i sydvästra Frankrike. Kommunen ligger i kantonen Montesquiou som tillhör arrondissementet Mirande. År 2022 hade Mouchès 79 invånare.

## Befolkningsutveckling
Antalet invånare i kommunen Mouchès
Referens:INSEE